# Release coatings
Release coatings sind Trennbeschichtungen aus Silikon.
Diese Silikone bestehen immer aus mindestens einem Polymer, welches mittels eines Vernetzers und in Gegenwart einen Katalysators entweder thermisch bei Temperaturen über 100 °C oder unter UV-Licht (etwas andere Reaktionschemie) zu einem Polydimethylsiloxan-Gerüst polymerisiert werden. Es werden sowohl lösemittelfreie, wasserbasierende (Emulsionen für u. a. Backpapiere) als auch lösemittelfreie Silikone, die den größten Marktanteil repräsentieren als Trennbeschichtungen eingesetzt. Als herausragende Eigenschaft, sich auf die verschieden stark klebenden Klebemassen einzustellen, wird der „Controlled release effekt“ beschrieben. Hier kann durch die geeignete Wahl bestimmter Harze in einem Silikonpolymer definierte (kontrollierte) Trenneigenschaften eingestellt werden. Man spricht daher bei einem leichten Abtrennen (delaminieren) eines Klebstoffes von einem Trennpapier (oder Folie) von einer easy release Beschichtung. Je höher der Anteil der Harze im Silikonpolymer ist, desto mehr Kraft muss aufgebracht werden, um den Klebstoff von der silikonisierten Oberfläche zu lösen. Dieser Vorgang ist für die meisten Klebstoffe (welche hier in der Rezeptierung und Applikation konstant sein sollten) reproduzierbar und somit auch „kontrollierbar“.
Reaktionsmechanismus für thermische polyadditionsvernetzende Systeme
```
...- Si-CH= CH2 + H- Si- ... CAT → ...-Si-CH2-CH2- Si- ...
```

Typische Silikonauftragsgewichte sind 1 – 2 g/m². Das entspricht einer Schichtdicke von nur ein bis zwei Mikrometern (= 0.001 – 0.002 mm). Erreicht werden diese dünnen Schichten durch spezielle Auftragswerke, in denen das Silikon durch eine Art „strecken“ und „walzen“ ausgedünnt wird, um dann in der gewünschten Schichtdicke auf das Papier oder Folie übertragen zu werden. Dazu benötigt man Walzwerke, die fünf bis sechs Walzen zur Ausdünnung des Films besitzen. Einmal aufgetragen läuft das beschichtete Substrat durch einen Trockner bei über 100 °C (meist über 150 °C) und verweilt dort nur wenige Sekunden um chemisch zu reagieren (Film härtet aus). Die Verweilzeit im Trockner (Ofen) ist abhängig von der Produktionsgeschwindigkeit und Trocknerlänge. Bei immer weiter ansteigenden Produktionsgeschwindigkeiten und somit auch immer kürzer werdenden Verweilzeiten sind immer wieder neue Anforderung an moderne Silikonbeschichtungen gestellt. Des Weiteren stellen die hohen Temperaturen in den Trockner einigen Anspruch an die Substrate. Papiere trocknen aus und werden spröde. Um dem entgegenzuwirken, müssen die Papiere nach der Aushärtung des Silikons nachbefeuchtet werden. Dies geschieht im laufenden Produktionsprozess in mit Dampf gesättigten Kammern. Das Papier nimmt die Feuchtigkeit durch Kondensation des Dampfes an der Papieroberfläche auf und gewinnt somit seine Eingangsfeuchtigkeit zurück. Bei Folien bestimmt der Schmelzpunkt des Trägers (Substrat) die anzusetzende Temperatur im Trockner. So sind Polyolefine Substrate wie Polyethylen mit weniger als 100 °C am empfindlichsten und Polyester oder sogar Polyimid mit über 200 °C am wenigsten empfindlich. Diese Temperatureigenschaften bestimmen dann auch die Geschwindigkeit mit der die Silikone ausgehärtet werden können.
Weltweit werden momentan jährlich mehrere Milliarden m² Papier und Folie beschichtet – Tendenz steigend. Somit wird auch verständlich, warum bei auch nur 1 g/m² Auftragsgewicht zehntausende von Tonnen Silikon für die Anwendung auf Trennpapieren und -folien benötigt werden.